# Unione Sportiva Livorno 1921-1922
Questa voce raccoglie le informazioni riguardanti la Unione Sportiva Livorno nelle competizioni ufficiali della stagione 1921-1922.

## Stagione
Nella stagione 1921-1922 il calcio italiano è stravolto da una scissione. Le squadre più blasonate, Livorno compreso, decidono di dar vita ad una nuova federazione: la Confederazione Calcistica Italiana.
Il Livorno, aderente alla CCI e allenata dall'ungherese József Belteky, deve incontrare le più forti squadre italiane. Il terreno di gioco labronico, il campo di Villa Chayes, diventa un fortino non sempre inespugnabile.
È lì che gli amaranto, giornata dopo giornata, costruiscono la loro salvezza. Mancano però le reti di Mario Magnozzi passato ai cugini livornesi della Pro Livorno che giocano in Prima Categoria FIGC. Cannoniere di stagione Gontrano Innocenti con otto reti.

## Divise
La divisa è formata da una maglia amaranto con a sinistra lo stemma della città di Livorno. L'altra squadra di Livorno la Pro aderisce al campionato di 1ª Categoria FIGC, in questa squadra gioca Magnozzi.
| Prima divisa |

## Rosa
| N. |                   | Ruolo | Calciatore            |
| -- | ----------------- | ----- | --------------------- |
|    | Italia (bandiera) | P     | Alfredo Ricci         |
|    | Italia (bandiera) | D     | Giovanni Ghio         |
|    | Italia (bandiera) | D     | Athos Innocenti (I)   |
|    | Italia (bandiera) | D     | Giovanni Vincenzi     |
|    | Italia (bandiera) | C     | Tindaro Bargagna (II) |
|    | Italia (bandiera) | C     | Gino Collaveri        |
|    | Italia (bandiera) | C     | Mazzino Merlini       |
|    | Italia (bandiera) | C     | Renato Nigiotti       |
|    | Italia (bandiera) | C     | Antonio Pagano        |
|    | Italia (bandiera) | A     | Luciano Paron (II)    |
|    | Italia (bandiera) | A     | Luigi Allegranti      |
|    | Italia (bandiera) | A     | Lamberto Anichini     |

| N. |                   | Ruolo | Calciatore              |
| -- | ----------------- | ----- | ----------------------- |
|    | Italia (bandiera) | A     | Aldo Bandini (I)        |
|    | Italia (bandiera) | A     | Spartaco Bargagna (I)   |
|    | Italia (bandiera) | A     | Ubaldo Buccelli         |
|    | Italia (bandiera) | A     | Gontrano Innocenti (II) |
|    | Italia (bandiera) | A     | Gino Jacoponi (II)      |
|    | Italia (bandiera) | A     | Ugo Neri                |
|    | Italia (bandiera) | A     | Renzo Paolicchi         |
|    | Italia (bandiera) | A     | Mario Scazzola          |
|    | Italia (bandiera) | A     | Emilio Scipioni         |
|    | Italia (bandiera) | A     | Leone Scotti            |
|    | Italia (bandiera) | A     | Paolo Silvestri         |

## Risultati

### Prima Divisione

#### Girone A (Lega Nord)

##### Girone di andata
| Arbitro: | A. Crivelli (Milano) |

|              |           |  |
| Gallotti 20’ | Marcatori |  |

| Arbitro: | Vagge (Genova) |

|                   |           |                                                       |
| Scotti 73’ (rig.) | Marcatori | 12’, 37’, 88’ Agostinelli 59’ Bianchi 84’ Prosperi II |

| Arbitro: | Moda (Milano) |

|                              |           |              |
| Veronesi 20’ Piazzalunga 90’ | Marcatori | 87’ Scazzola |

| Arbitro: | Vagge (Genova) |

|                                            |           |                       |
| Anichini 20’ G. Innocenti 27’ Nigiotti 44’ | Marcatori | 56’ V. Papa 81’ Roghi |

| Arbitro: | Dani (Genova) |

|                       |           |  |
| G. Innocenti 62’, 85’ | Marcatori |  |

| Arbitro: | Venegoni (Legnano) |

|               |           |  |
| Mattuteia 55’ | Marcatori |  |

| Arbitro: | Sanguineti (Genova) |

|                  |           |                           |
| G. Innocenti 61’ | Marcatori | 44’ Ardissone 80’ Borello |

| Arbitro: | Guiot (Milano) |

|                                         |           |  |
| Scotti 11’ (aut.) Gemo 75’ Ferraris 84’ | Marcatori |  |

| Arbitro: | Canepa (Savona) |

|                                |           |           |
| Nigiotti 75’ Scotti 85’ (rig.) | Marcatori | 70’ Cozza |

| Arbitro: | Brunetti (Torino) |

|                              |           |                  |
| Grabbi 36’ Ferraris 72’, 85’ | Marcatori | 17’ G. Innocenti |

| Arbitro: | Armano (Torino) |

|                                            |           |               |
| G. Innocenti 20’, 60’ Pollastro 47’ (aut.) | Marcatori | 39’ Dellacasa |

##### Girone di ritorno
| Livorno 18 dicembre 1921 12ª giornata | Livorno         | 0 – 0 | Spezia | Campo di Villa Chayes\| Arbitro: \| Majani (Torino) \| |
| Arbitro:                              | Majani (Torino) |       |        |                                                        |

| Arbitro: | Guiot (Milano) |

|                                 |           |                 |
| C. Barbieri 27’ Agostinelli 80’ | Marcatori | 60’ Bargagna II |

| Arbitro: | Varetto (Torino) |

|             |           |              |
| Merlini 72’ | Marcatori | 85’ Veronesi |

| Arbitro: | Brunetti (Torino) |

|              |           |                                    |
| Papa III 30’ | Marcatori | 34’ (rig.) Scotti 63’ Innocenti II |

| Arbitro: | Crivelli (Milano) |

|                                                              |           |  |
| Pilati 15’ Della Valle III 19’ Alberti 44’, 79’ Genovesi 89’ | Marcatori |  |

| Livorno 30 aprile 1922 17ª giornata | Livorno        | 0 – 2 A tav. | Novara | Campo di Villa Chayes\| Arbitro: \| Mauro (Milano) \| |
| Arbitro:                            | Mauro (Milano) |              |        |                                                       |

| Arbitro: | Venegoni (Legnano) |

|                                                                 |           |              |
| Gay II 43’ Rampini II 50’ (rig.) Ardissone 56’, 68’ Borello 80’ | Marcatori | 55’ Nigiotti |

| Arbitro: | Majani (Torino) |

|             |           |  |
| Merlini 23’ | Marcatori |  |

| Arbitro: | Sarto (Bologna) |

|                    |           |                           |
| Bertoli 58’ (rig.) | Marcatori | 19’ Merlini 85’ Bandini I |

| Livorno 19 marzo 1922 21ª giornata | Livorno       | 0 – 0 | Juventus | Campo di Villa Chayes\| Arbitro: \| Dani (Genova) \| |
| Arbitro:                           | Dani (Genova) |       |          |                                                      |

| Arbitro: | Panzeri (Milano) |

|                                           |           |            |
| Torriani 47’ Dellacasa 61’ Gavoglio I 88’ | Marcatori | 40’ Pagano |

#### Spareggi salvezza
| Arbitro: | Scamoni (Torino) |

|         |           |                                         |
| Bay 20’ | Marcatori | 35’ Merlini 40’ Teodori 65’, 77’ Chiadò |

| Livorno 23 luglio 1922 Andata | Livorno | 2 – 0 | Piacenza |  |

## Statistiche

### Statistiche di squadra
| Competizione    | Punti | In casa | In casa | In casa | In casa | In casa | In casa | In trasferta | In trasferta | In trasferta | In trasferta | In trasferta | In trasferta | Totale | Totale | Totale | Totale | Totale | Totale | DR  |
| Competizione    | Punti | G       | V       | N       | P       | Gf      | Gs      | G            | V            | N            | P            | Gf           | Gs           | G      | V      | N      | P      | Gf     | Gs     | DR  |
| --------------- | ----- | ------- | ------- | ------- | ------- | ------- | ------- | ------------ | ------------ | ------------ | ------------ | ------------ | ------------ | ------ | ------ | ------ | ------ | ------ | ------ | --- |
| Prima Divisione | 17    | 11      | 5       | 3       | 3       | 14      | 14      | 11           | 2            | 0            | 9            | 9            | 27           | 22     | 7      | 3      | 12     | 23     | 41     | -18 |
| Totale          | 17    | 11      | 5       | 3       | 3       | 14      | 14      | 11           | 2            | 0            | 9            | 9            | 27           | 22     | 7      | 3      | 12     | 23     | 41     | -18 |

### Statistiche dei giocatori
| Giocatore         | Prima Divisione | Prima Divisione |
| Giocatore         | Presenze        | Reti            |
| ----------------- | --------------- | --------------- |
| L. Allegranti     | 1               | 0               |
| L. Anichini       | 11              | 1               |
| A. Bandini (I)    | 14              | 1               |
| U. Buccelli       | 1               | 0               |
| T. Bargagna (I)   | 1               | 0               |
| S. Bargagna (II)  | 20              | 1               |
| G. Collaveri      | 21              | 0               |
| G. Ghio           | 5               | 0               |
| A. Innocenti (I)  | 3               | 0               |
| G. Innocenti (II) | 19              | 8               |
| G. Jacoponi (II)  | 1               | 0               |
| M. Merlini        | 21              | 3               |
| U. Neri           | 0               | 0               |
| R. Nigiotti       | 21              | 3               |
| A. Pagano         | 14              | 1               |
| R. Paolicchi      | 0               | 0               |
| L. Paron (II)     | 0               | 0               |
| A. Ricci          | 22              | -39             |
| M. Scazzola       | 16              | 1               |
| E. Scipioni       | 2               | 0               |
| L. Scotti (II)    | 21              | 3               |
| P. Silvestri      | 4               | 0               |
| G. Vincenzi       | 19              | 0               |